# Міжнародний конкурс молодих піаністів пам'яті Володимира Горовиця
Міжнародний конкурс молодих піаністів пам'яті Володимира Горовиця — музичний конкурс, що проводиться у Києві з 1995 року і присвячений видатному піаністу з України Володимиру Горовицю. Ініціаторами його проведення став колектив Київського державного музичного училища ім. Р. М. Глієра, у якому свого часу навчався Володимир Горовиць — зокрема Юрій Зільберман.
Конкурс відбувається раз на два роки, а з 2000 року була введена ще одна номінація конкурсу — група «Горовиць-Дебют». До 2001 року незмінним головою журі був український композитор Іван Карабиць. З 2002 року конкурс входить до складу EMCY — Європейської спілки молодіжних музичних конкурсів, а з 2004 до складу WFIMC — Всесвітньої федерації міжнародних музичних конкурсів.[джерело?]
Серед лауреатів конкурсу переважають молоді українські виконавці. Деякі з них — в тому числі  Олександр Гаврилюк, Олексій Ємцов, Олексій Гринюк Дмитро Онищенко, Марія Кім, Олексій Горлач, Вадим Холоденко — пізніше перемагали в інших великих міжнародних конкурсах (Хамаматцу, Марії Каллас, в Лідсі, Артура Рубінштейна та ін).
Конкурс пам'яті В. Горовиця здобув популярність і завдяки проведеним його Дирекцією таких музичних заходів, як фестивалі «Київські літні музичні вечори», «Віртуози планети», «Літня музична академія».
ХІІІ Міжнародний конкурс молодих піаністів пам'яті Володимира Горовиця (групи «Горовиць-Дебют», Молодша група) був проведений у Києві з 18 по 25 листопада 2021 року. Через обмеження, пов’язані з пандемією Covid-19, було прийнято рішення про проведення заходу онлайн. Робота журі здійснювалася також онлайн через платформу ZOOM. Глядачі мали змогу слідкувати за подіями конкурсу на YouTube-каналі https://www.youtube.com/user/LidiyaNov
З 13 по 21 квітня 2023 року в Женеві Секретаріат Всесвітньої федерації провів спеціальний Конкурс Горовиця Київ-Женева.
"Міжнародний конкурс молодих піаністів пам’яті Володимира Горовиця, який з 2004 року є членом Всесвітньої федерації міжнародних музичних конкурсів (WFIMC), серйозно постраждав від війни, що триває в Україні. Враховуючи важке економічне становище, яке навряд чи поліпшиться найближчим часом, стає очевидним, що велика кількість різноманітних культурних акцій буде втрачена для українців на невідомий проміжок часу. Тому Всесвітня федерація міжнародних музичних конкурсів взяла на себе ініціативу провести змагання у Женеві як жест підтримки Конкурсу Горовиця і об’єднання людей за допомогою музики, адже місія федерації – прагнення до художньої досконалості, автентичності, чесності та рівності для підтримки молодих музикантів – є безглуздою, якщо вона сама не стане прикладом справжньої допомоги", - Всесвітня федерація міжнародних музичних конкурсів (WFIMC)

## Лауреати конкурсу пам'яті Володимира Горовиця
| №                                  | Рік проведення | Група         | перша премія             | друга премія                                     | третя премія                                      | четверта премія                 | п'ята премія                            | шоста премія                                         |                  |
| ---------------------------------- | -------------- | ------------- | ------------------------ | ------------------------------------------------ | ------------------------------------------------- | ------------------------------- | --------------------------------------- | ---------------------------------------------------- | ---------------- |
| I                                  | 1995           | 1 група       | Олексій Ємцов            | Олена Іваненко Артем Ляхович                     | Денис Богомол Юлія Швед                           |                                 |                                         |                                                      |                  |
| I                                  | 1995           | 2 група       | Шан Коен                 | Олексій Колтаков                                 | Антоніо Гомес Койо Кумагаї Анна Целін Баррере     |                                 |                                         |                                                      |                  |
| II                                 | 1 997          | 1 група       | Рису Хіноуе              | Олександр Гаврилюк                               | Олександр Гринюк                                  |                                 |                                         |                                                      |                  |
| II                                 | 1 997          | 2 група       | Брійан Валліка           | Денис Прощаєв                                    | Казумаса Мацумото Лон Ін                          |                                 |                                         |                                                      |                  |
| II                                 | 1 997          | 3 група       | Премія не присуджена     | В'ячеслав Зубков                                 | Юджі Кітано Харуко Учияма                         |                                 |                                         |                                                      |                  |
| III                                | 1999           | Молодша група | Ірина Арбатська          | Вадим Холоденко Діна Писаренко                   | Анастасія Дранчук                                 |                                 |                                         |                                                      |                  |
| III                                | 1999           | Середня група | Олександр Гаврилюк —     | Олексій Ємцов —                                  | Данило Шлеєнков Ван Евей Ельмар Гасанов Джиан Ліу |                                 |                                         |                                                      |                  |
| III                                | 1999           | Старша група  | Олексій Гринюк           | Марина Радюшина Олександр Яковлєв Сейко Цукамото | Інна Солдатенко                                   |                                 |                                         |                                                      |                  |
| IV                                 | 2001           | Молодша група | Валерія Мирош            | Кирило Кедук                                     | Олександр Чугай                                   |                                 |                                         |                                                      |                  |
| IV                                 | 2001           | Середня група | Дмитро Онищенко          | Роберт Уманський Павло Домбровський              | Олександр Гринюк У Цунь Сергій Школяренко         |                                 |                                         |                                                      |                  |
| IV                                 | 2001           | Старша група  | Марія Кім                | Олександр Піроженко Павло Єлецький               | Ван Евей Наталія Сухіна                           |                                 |                                         |                                                      |                  |
| V                                  | 2003           | Молодша група | Чун Ван Чин Речел        | Саня Бізяк Ноги Нарія                            | Хе Ци Дженні Лев Терсков                          | Олексій Горлач                  | Михайло Єлецький                        |                                                      |                  |
| V                                  | 2003           | Середня група | Діна Писаренко           | Чжан Хайоу Олександр Чугай                       | Чен Цянь Володимир Лавриненко                     | Лукас Опачича Аліна Новик       |                                         |                                                      |                  |
| V                                  | 2003           | Старша група  | Премія не присуджена     | Тимур Щербаков                                   | Артем Ляхович                                     | Кенічіро Сузукі Олексій Комаров |                                         |                                                      |                  |
| VI                                 | 2005           | Молодша група | Ріома Такагі             | Павло Нетук                                      | Віктор Красовський                                | Сі Цянь Лі                      |                                         |                                                      |                  |
| VI                                 | 2005           | Середня група | Ван Цзює                 | Антоній Баришевський Валерія Кучеренко           | Володимир Гур'янов                                |                                 |                                         |                                                      |                  |
| VI                                 | 2005           | Старша група  | Лоренцо Ді Белла         | Олексій Курбатов                                 | Марія Пухлянко                                    | Павло Кащева                    | Мяо Хуан Катерина Куликова Андрій Васін |                                                      |                  |
| VII                                | 2006           | Молодша група | Премія не присуджувалася | Валерія Шушкевич Нансон Хуан                     | Роман Лопатинський Марія Петрова                  | Ірина Бурган Олександр Чорний   |                                         |                                                      |                  |
| VII                                | 2007           | Середня група | Он Вай Інь               | Арсеній Арістов                                  | Марія Калугіна                                    | Огюстен Вожеле                  | Міхал Шимановський                      | Артем Ясинський                                      |                  |
| VII                                | 2007           | Старша група  | Премія не присуджувалася | Лю Юнь Тянь                                      | Магда Амара Олександр Поляков                     | Артем Канке                     | Максим Бандурин                         | Анастасія Наплекова                                  |                  |
| VIII                               | 2008           | Молодша група | Ілля Зуйко               | Олександра Касман —                              | Анатолій Хара Роберт Сіппола Віза                 | Катерина Гаранич                | Володимир Кочнев                        |                                                      |                  |
| VIII                               | 2010           | Середня група | Роман Лопатинський       | Сун Ютун                                         | Ремі Женьє Поліна Сасько                          | Андрій Гологан                  | Антуанетта Міщенко                      |                                                      |                  |
| VIII                               | 2010           | Старша група  | Кім Го Вон               | Василь Котис                                     | Олексій Коваленко                                 | Лука Окросцварідзе —            | Олександр Корякін                       | Анна Улаєва                                          |                  |
| IX                                 | 2011           | Молодша група | Бола Цао                 | Тянь Юань Лю                                     | Ван Іньо Мацуда Канон                             | Катерина Хомякова               | Олексій Канке                           |                                                      |                  |
| IX                                 | 2012           | Середня група | Олександр Кутузов        | Костянтин Ємельянов                              | Катерина Хомякова                                 | Віктор Маслов                   | Марія Кустас                            | Чум Мань Шань                                        |                  |
| IX                                 | 2012           | Старша група  | Александр Синчук         | Микола Медведєв                                  | Кетеван Чхартішвілі                               | Тетяна Шафран                   | Павло Качнов                            | Данило Саєнко                                        |                  |
| X                                  | 2013           | Молодша група | Чень Суехунь             | Юнь Тоні Сиці Канада Марія Клименко              | Лу Сін Ю                                          | Александр Малофєєв              | Євген Моторенко                         |                                                      |                  |
| XI                                 | 2016           | Молодша група | Лао Жуй Сі               | Роман Федюрко                                    | Дмитро Семикрас                                   | Микола Мірошниченко             | Аліса Заїка                             | Марія Мацієвська                                     |                  |
| XI                                 | 2016           | Середня група | Олексій Канке            |                                                  | Джордже Радевскі                                  |                                 | Чень Ванчуань                           | Ілля Овчаренко Павла Крстич Марія-Десіслава Стойчева |                  |
| XI                                 | 2017           | Старша група  | Кім Джунхі               | Чоні Дмитро                                      | Леонов Олександр                                  | Лань Байчао                     | Лінник Денис                            | Гумінюк Станіслав                                    |                  |
| XII                                | 2018           | Молодша група | Терлецький Богдан        | Небаба Анна                                      | Шадрина Айріс                                     | Плєшакова Марія-Луїза           | Жолобова Софія                          | Пун Рай Ю                                            |                  |
| XII                                | 2019           | Середня група | Овчаренко Ілля           | Семикрас Дмитро                                  | Чжоу Ноа                                          | Ріналді Кейтлен                 | Сюй Шанцзюнь                            | Мацієвська Марія                                     |                  |
| XII                                | 2021           | Молодша група | Філіна Чжан              | Олександр Федюрко Хаоюй Чен                      | Ганна Козак                                       | Цзиюй Шао                       | Анастасія Шімчак                        | Анастасія Туренкова                                  | Альбіна Шумакова |
| Конкурс Горовиця Київ-Женева, 2023 | 2023           |               | Роман Федюрко            | Джуліан Тревельян                                | Йонсон Пак                                        |                                 |                                         |                                                      |                  |

## Інші імпрези
Починаючи з 1998, оргкомітет Конкурсу Горовиця організував в Україні три міжнародні події, пов’язані з самим конкурсом. Так, з 1998 проводиться щорічний фестиваль "Київські музичні вечори", на якому виступають переможці конкурсу, а також оркестри, інструментальні ансамблі та хорові колективи. З 2000 був заснований проект "Міжнародна літня музина академія", а також міжнародний фестиваль "Віртуози планети", в якому беруть участь виключно лауреати конкурсу

### Примітка
1. ↑  Berehova, O., Volkov, S. (2019). Piano Competitions in the Socio-Cultural Reality of Globalization. Journal of History Art and Culture Research. - c.340